# Immunologia
Immunologia – dziedzina nauki z pogranicza biologii i medycyny zajmująca się biologicznymi i biochemicznymi podstawami reakcji odpornościowo-obronnej ustroju na patogen lub inne obce organizmowi substancje i ciała jak np. toksyny lub transplantaty. Ponadto bada ona prawidłowość tejże reakcji i ewentualne jej zaburzenia.

## Historia immunologii

### Starożytność
Najstarsze znane dziś wzmianki, które można zakwalifikować jako obserwacje immunologiczne, pochodzą z roku 430 p.n.e. Podczas epidemii w czasie wojen peloponeskich w Atenach, historyk Tukidydes stwierdził, że jedynie osoby, które same przeżyły chorobę, nadają się do pielęgnacji chorych. W czasach historycznych ugruntował się pogląd, że przechorowanie niektórych chorób (chorób zakaźnych) daje odporność na ponowne zachorowanie. Stąd też pochodzi łaciński źródłosłów nazwy immunologii – immunitas to uwolnienie od obciążeń, w tym wypadku uwolnienie od niebezpieczeństw zachorowania na chorobę zakaźną.

### Średniowiecze
Pierwsze informacje o profilaktycznym „szczepieniu” pochodzą z przełomu I i II w. p.n.e. z Chin. Dotyczą one zamierzonego, prewencyjnego zakażania ospą zdrowych ludzi. Metoda ta rozpowszechniła się w XV w. przede wszystkim w Chinach, Indiach i Turcji; znana jest pod nazwą wariolacji i polegała na przenoszeniu wydzieliny ropnej lekko chorych przy pomocy igły na osoby zdrowe.

### Czasy nowożytne
Dzięki Lady Mary Wortley Montagu, żonie brytyjskiego ambasadora w Turcji, która w 1718 r. zleciła przeprowadzenie tej procedury u swojego syna, wariolacja dotarła ok. roku 1722 do Anglii, a stamtąd rozpowszechniła w kolejnych latach na dalsze kraje Europy. W tym samym czasie angielski lekarz Edward Jenner zauważył, że wieśniaczki, które zainfekowały się niegroźną dla ludzi ospą krowią, podczas epidemii przechodziły łagodniej ospę prawdziwą lub nie zapadały na nią w ogóle. Po długoletnich obserwacjach tego fenomenu, zainfekował 14 maja 1796 zdrowego ośmiolatka wydzieliną uzyskaną z krosty chorej na ospę krowią służącej,  a następnie, po ustąpieniu łagodnych objawów zainfekował go ospą prawdziwą, która miała u chłopca bardzo łagodny przebieg. Metoda Jennera miała wiele zalet w porównaniu do wariolacji: osoby zaszczepione w ten sposób nie miały wysypki i powstałych z niej blizn, szczepienie nie mogło doprowadzić do zgonu, a zaszczepione osoby nie stanowiły źródła infekcji dla innych ludzi.
Dalszych przełomowych badań i odkryć dokonał francuski badacz Louis Pasteur w badaniach nad atenuacją drobnoustrojów, doprowadził do wytworzenia szczepionek, które okazały się skuteczne w chorobach ludzi i zwierząt (wąglik, cholera drobiu (pastereloza), różyca świń, wścieklizna).
W XX wieku dokonał się dynamiczny rozwój immunologii, a za przełomowe odkrycia w tej dziedzinie szereg naukowców uzyskał Nagrody Nobla:
| Rok  | Kto                                             | Odkrycie                                                |
| ---- | ----------------------------------------------- | ------------------------------------------------------- |
| 1901 | Emil von Behring                                | surowice antytoksyczne przede wszystkim przeciw błonicy |
| 1905 | Robert Koch                                     | odporność komórkowa w gruźlicy                          |
| 1908 | Ilja Miecznikow i Paul Ehrlich                  | rola fagocytozy i antytoksyn w immunologii              |
| 1913 | Charles Richet                                  | badania nad anafilaksją                                 |
| 1919 | Jules Bordet                                    | liza bakterii                                           |
| 1930 | Karl Landsteiner                                | odkrycie grup krwi                                      |
| 1951 | Max Theiler                                     | szczepionka przeciw żółtej gorączce                     |
| 1957 | Daniel Bovet                                    | leki antyhistaminowe                                    |
| 1960 | Frank Macfarlane Burnet i Peter Medawar         | tolerancja immunologiczna w transplantologii            |
| 1972 | Rodney Robert Porter i Gerald Edelman           | budowa przeciwciał                                      |
| 1977 | Rosalyn Yalow                                   | metody radioimmunologiczne                              |
| 1980 | George Snell, Jean Dausset i Baruj Benacerraf   | MHC                                                     |
| 1984 | Niels K. Jerne, Georges Köhler i César Milstein | przeciwciała monoklonalne                               |
| 1987 | Susumu Tonegawa                                 | prace nad zmiennością przeciwciał                       |
| 1990 | Joseph Murray i E. Donnall Thomas               | immunologia transplantacyjna                            |
| 1996 | Peter Doherty i Rolf M. Zinkernagel             | rola MHC w rozpoznawaniu antygenu przez limfocyty T     |

Po odkryciach Jennera i Pasteura dotyczących powstawania odporności poszczepiennej przełomem w zrozumieniu odporności humoralnej okazały się badania naukowe Emila von Behringa i Shibasaburo Kitasato prowadzone pod koniec XIX wieku. Wykazali oni, że to surowica (płynny, bezkomórkowy składnik krwi) zawiera czynnik odpornościowy, który przeniesiony na nieszczepione osobniki zapewnia odporność przeciw chorobie zakaźnej (błonicy). Za te badania von Behring w 1901 roku został uhonorowany przyznaniem Nagrody Nobla.

## Obiekt badań
Obiektem badań immunologii jest system immunologiczny i procesy chemiczne i biochemiczne na poziomie komórki czy nawet molekularnym, związane z rozpoznaniem i zwalczaniem patogenu. Procesy te nazywa się wspólnym pojęciem reakcji lub odpowiedzi immunologicznej. W medycynie immunologia odgrywa centralną rolę w zrozumieniu, zapobieganiu, diagnostyce i terapii chorób.

## Działy immunologii
W skład immunologii wchodzą m.in. takie działy nauki jak:
- immunobiologia
- immunochemia, która bada struktury antygenów i przeciwciał
- immunodiagnostyka
- immunogenetyka, która bada dziedziczenie cech antygenowych i genetyczne aspekty odporności
- immunofarmakologia
- immunohematolgia
- immunologia kliniczna
- immunologia porównawcza
- immunoonkologia
- immunopatologia zajmująca się zaburzeniami funkcji układu odpornościowego (np. w przypadku alergii, lub chorób autoimmunologicznych)
- immunoprofilaktyka
- serologia, badająca interakcję pomiędzy antygenami i przeciwciałami
- transplantologia